# Obchtina Dobritchka
Dobritchka (bulgare : Добричка) est une obchtina de l'oblast de Dobritch en Bulgarie.